# 銀河銭湯パンタくん
『銀河銭湯パンタくん』（ぎんがせんとうパンタくん）とは、NHK Eテレで2013年4月12日から放送されている、人形劇による小学校1 - 2年生向けの道徳番組である。字幕放送、及び視覚障害者向けに副音声による解説放送を行っている（副音声での解説は松本保典が担当）。2013年の春休み期間に1学期放送分となる4話までが先行放送された。

## 概要
学校放送枠の連続人形劇としては2000年度の『ぼうけん!メカラッパ号』以来となる完全オリジナル新作であり、原作付きを含めても2001年度の『あつまれじゃんけんぽん〜バケルノ小学校』以来の新作人形劇である。また、本番組は連続人形劇及び道徳番組としては初の10分番組である。
なお、これまで小学校1 - 2年生向けとして放送していた『ざわざわ森のがんこちゃん』が2013年度から幼稚園・保育所及び小学校1年生向け番組となったことにより、小学校1年生向けの道徳番組は『ざわざわ森のがんこちゃん』と『銀河銭湯パンタくん』の2番組が並立する形となった。同一学年の道徳番組で2番組が並立するのは初めてである。
脚本は劇団ヨーロッパ企画の角田貴志が担当し、同劇団主宰の上田誠がプロット監修を担当している。また、角田貴志は脚本のほか人形デザイン（菅澤敬一との共作）や番組主題歌の作詞も担当している。
番組のエンディングでは、これまでの道徳番組とは大きく異なり、黒バックで中央に紫色で大きく「オワリ」と書かれたフリップが下り、左上に番組ロゴ、右下に「制作・著作/NHK」と表示されるというものである。
2013年12月31日に、初のスペシャル番組として『銀河銭湯パンタくんスペシャル「がんこちゃんとタイムトラベル!?」』が放送された。本項ではこれについても触れることにする。

## あらすじ
地球人と宇宙人が共存するようになった2313年の地球。日本のとある町にある、昭和30年代の町並みが保存された「銀河町商店街」の通りを抜けた先に、創業350年の老舗銭湯「銀河ノ湯」がある。一時は廃業の危機を迎えた「銀河ノ湯」だったが、初めて銭湯を知った宇宙人たちがたいそう気に入るようになり、現在は再び繁盛している。
そこの一人息子であるパンタは、ひょんな事から宇宙人の子供・パンキチと出会って意気投合し、お助けチーム「パンパンパンツー」を結成。二人はいろんな問題の解決に勝手に乗り出すのであった。

## 登場人物
パンタ
声 - 平尾明香
本作品の主人公。「銀河ノ湯」の一人息子で小学2年生の好奇心旺盛な男の子。「P」のマークが付いたキャップと巻き癖の付いた前髪、ちょろりと出ている2本の前歯がトレードマークである。わんぱくでイタズラ好きだが、なぜ怒られたのか理由が判ればすぐに反省できる素直さもある。
パンキチ
声 - 本多力
パンタの相棒。なんでも食べてしまう宇宙人・トーネル星人の末裔で興奮すると大きな口を開いてあらゆる物を吸い込んでしまう。パンキチが吸い込んだ物はトーネル星に住む妹のモンモの口から吐き出される。パンタより友達の印としてパンツをプレゼントされ常に着用するようになった。
パンタの父
声 - 中尾良平
350年続く「銀河ノ湯」の番頭で10代目。大人の立場でパンタの行き過ぎた行動を諭す役目を持つ。真面目な性格だが気さくな一面もある。第10回「やるときゃやらなきゃ!」で名前が「マキオ」であることが判明した。
パンタの母
声 - 吉田小百合
ハニーハント（蜂蜜採り）が趣味の活動的な女性。手製のフルーツミルクで「銀河ノ湯」の経営を支える。何かと両親に心配をかけることの多いパンタとパンキチには少し厳しく言うことも多い。第10回「やるときゃやらなきゃ!」で名前が「チアキ」であることが判明した。
バース
声 - 蓮池龍三
パンタのクラスメートで良家の御曹司。内気な性格でいつも携帯ゲーム機で遊んでいる。銭湯にも興味津々なところがあり、実際に銀河ノ湯に行ったことがあるが、風呂の熱いお湯を体にかけられるのが苦手である。
ギギ
声 - 葛谷知花
パンタのクラスメートである勝ち気な少女。生意気な様だが良識もある。自分の考えているファッションセンスは、派手すぎるなど常識的にかなりずれているとピエールから指摘されたこともある。歌が得意であり、宇宙をまたにかけるシンガーになるのが夢である。
ピッコラ
声 - 戸松遥
第21回「ピッコラにさんせい!?」から登場。パンタ達の学校に転校してきた少女。運動神経抜群で隠し芸大会で岩を二つに割ったことがある。実はジゴバットの娘だが、父親とは違い、銭湯もパンタ達も好きである。
タマミー
声 - 日髙のり子
第30回「いんせきたまごのひみつ」から登場。流れ星とともに落ちてきた「いんせきたまご」から生まれたうさぎの宇宙人。ピッコラを母親のように慕う。
ピエール
声 - 高木渉
「銀河ノ湯」の常連客。甲羅のない亀のような姿をした宇宙人で宇宙を駆ける商社マン。仕事熱心だが早とちりな性分でそれが祟っての仕事上の失敗も多い。エピソードのオチではよくパンキチに吸い込まれ宇宙へ放り出される。
ドッチロン
声 - 吉田小百合
人間の下から逃げ出し野生化したドッジボール型の軽作業用ロボ。パンタたちが二者択一の行動を迫られた際に「ドッチロンロンロ〜ン!」の声とともに現れ選択を促す。第11回「ジゴバットのあま〜いわな」より赤と青の2色になって登場するようになった。
フライデー5000
声 - 高木渉
町の清掃やゴミ収集などを手がける清掃用ロボット。防水加工を施しており、自ら充電することが可能である。
レガス
声 - 中尾良平
第2回「こっそりつかうピエールでんわ」から登場。意志を得て生物化したガイド用ロボットで銀河町の知恵袋的存在。物を大切にし古い物をこよなく愛する。パンタの父の古くからの友人。
ドレープ
声 - 高木渉
第4回「銭湯先生はおせっかい?」から登場。アンドロメダ星雲出身の高貴な宇宙人。美しいものを愛しているが、見た目や着ている服の美しさ以上にきちんとあいさつをすることの大切さを説いている。
ガンさん
銭湯をこよなく愛する岩石タイプの宇宙人。顔を見せないときは、外見からは岩石風呂と間違えることが多い。銭湯のタオルの取り合いでケンカになったスベトンと50年ぶりに仲直りした。
スベトン
第6回「オバケモールは危険がいっぱい!」から登場。外見はキノコ型のグリープ星人である。夜になると大きな鼻が発光するようになり、遅くまで遊んでいる子供に早く帰るように促している。オバケモールに住んでいるが、古い建物でいつ崩れる分からない危険なところなので、子供が入ってきたときのためにパトロールをしている。
ジゴバット
声 - 高木渉
後述のスペシャル番組で初登場し、レギュラー放送では第11回「ジゴバットのあま〜いわな」から登場。名代の風呂嫌いであり全宇宙の銭湯をつぶしてきた宇宙人で、最後に残った銀河ノ湯をつぶして全宇宙の銭湯をなくすという野望を持っている。普段はテレビモニターのある隠れ家に潜めながらも、銀河ノ湯をつぶすための準備は怠らない。

## 放送リスト
- 2013年度の第1 - 4回の初回放送日は、上段は先行放送の放送日を、下段はレギュラー放送の初回放送日を示す。
- 2013年度の第11 - 20回は、第1 - 10回の再放送となっている。
- 2014年度は、第1 - 10回は2013年度の第1 - 10回の再放送だが、第11回以降については新作を放送している。
- 2015 - 2016年度は、2014年度の再放送となっている。
- 2017年度は、第1 - 10回は2014年度放送分からセレクトして放送し、第11回以降については新作を放送している。

2013年度
| 回 | 初回放送日                  | タイトル                      |
| -- | --------------------------- | ----------------------------- |
| 1  | 2013年3月21日 4月12日       | あたらしいともだち            |
| 2  | 2013年3月22日 4月26日       | こっそりつかうピエールでんわ  |
| 3  | 2013年3月25日 5月17日       | もったいない!ゴミほどお宝!?   |
| 4  | 2013年3月26日 2013年5月31日 | 銭湯先生はおせっかい?         |
| 5  | 2013年6月14日               | ドレープのあいさつ講座        |
| 6  | 2013年6月28日               | オバケモールは危険がいっぱい! |
| 7  | 2013年7月12日               | ともだちだとも!               |
| 8  | 2013年8月23日               | ウソつきパンタ!?              |
| 9  | 2013年9月13日               | こいつはとってもすがすがしい! |
| 10 | 2013年9月27日               | やるときゃやらなきゃ!         |

2014年度（新作のみ）
| 回 | 初回放送日     | タイトル                     |
| -- | -------------- | ---------------------------- |
| 11 | 2014年10月10日 | ジゴバットのあま〜いわな     |
| 12 | 2014年10月24日 | ありがとう!ガンさん          |
| 13 | 2014年11月7日  | ちいさい迷子さん             |
| 14 | 2014年11月21日 | 遠い星からのメッセージ       |
| 15 | 2014年12月5日  | どうしよう!?とってもくさい花 |
| 16 | 2015年1月9日   | パンタの洗濯は大めいわく!?   |
| 17 | 2015年1月23日  | みんなでつくろう!秘密基地!   |
| 18 | 2015年2月6日   | おるすばんならまかせてよ!?   |
| 19 | 2015年2月20日  | 先生って楽ちん?              |
| 20 | 2015年3月6日   | 古くて新しい!?銀河おどり     |

2017年度（新作のみ）
| 回 | 初回放送日     | タイトル                  |
| -- | -------------- | ------------------------- |
| 21 | 2017年10月13日 | ピッコラにさんせい!?      |
| 22 | 2017年10月27日 | バースのかくし芸          |
| 23 | 2017年11月10日 | みんなでせーの!           |
| 24 | 2017年11月24日 | バースなんか大きらい!?    |
| 25 | 2017年12月8日  | けがしたガンさん          |
| 26 | 2018年1月12日  | ピッコラとはあそばない!?  |
| 27 | 2018年1月26日  | 朝も昼も夜もあそびたい!   |
| 28 | 2018年2月9日   | かぞくってめんどうくさい? |
| 29 | 2018年2月23日  | 宇宙の果てからのお客さま  |
| 30 | 2018年3月9日   | いんせきたまごのひみつ    |

2019年度（新作のみ）
| 回 | 初回放送日     | タイトル                         |
| -- | -------------- | -------------------------------- |
| 31 | 2019年10月4日  | おはよう!タマミー                |
| 32 | 2019年10月25日 | マチータ先生は、こわい?やさしい? |
| 33 | 2019年11月8日  | タマミーもいっしょ               |
| 34 | 2019年11月22日 | パンタのドロドロあそび           |
| 35 | 2019年12月6日  | みんなでパーティー               |
| 36 | 2020年1月10日  | タマミーのらくがき               |
| 37 | 2020年1月24日  | ギギはおこりんぼう?              |
| 38 | 2020年2月7日   | パンタのらくちん作戦             |
| 39 | 2020年2月21日  | 当番なんていらない!?             |
| 40 | 2020年3月6日   | うたごえのひみつ                 |

## スタッフ・キャスト
- 原作：角田貴志（ヨーロッパ企画）
- プロット監修：上田誠（ヨーロッパ企画）
- 音楽：竹内信次
- 演奏：サウンドスリー
- ナレーション：蓮池龍三
- 声の出演：平尾明香、本多力、中尾良平、吉田小百合、高木渉、蓮池龍三、葛谷知花、日髙のり子
- 人形指導：佐藤東
- 人形デザイン：角田貴志・菅澤敬一
- 人形美術：田中ゆきえ・大森孝・大額博之（スタジオ・ノーヴァ）
- 制作補助：西村仁志（スタジオ・ノーヴァ）
- 人形操演：友松正人・川口英子・おかの公夫・磯辺美恵子・清水正子・高橋弘一・安藤茎一・山田はるか・門田晃・鈴木文・がこさく・中山正子・亀野直美・鐙龍光・桑折康子・日下永・亀井佑子・田中弘映・山下潤子・高橋奈巳・小川ちひろ・田中翔・川尻麻美夏・井上彩香
- 主題歌「銀河銭湯パンタくん」
  - 作詞：角田貴志、作曲：竹内信次、歌：国本武春

## 放送時間
いずれも日本時間。
- 2013年度：金曜日 9:15 - 9:25、金曜日 15:30 - 15:40（再放送）
- 2014 - 2019年度：金曜日 9:15 - 9:25
- 2020年度：金曜日 9:10 - 9:20

### レギュラー枠以外での放送
- 2013年5月6日…9:45 - 10:05（第1 - 2回放送分の再放送）
- 2013年7月22 - 26日、8月6 - 7日…9:20 - 9:30（夏のテレビクラブ内で第1 - 7回放送分の再放送）
- 2013年12月16 - 20日、24 - 26日…9:10 - 9:20（冬のテレビクラブ内で第1 - 8回放送分の再放送）
- 2014年3月17 - 20日、24日…9:20 - 9:30（春のテレビクラブ内で第1 - 5回放送分の再放送）
- 2014年8月4 - 7日…9:10 - 9:20（夏のテレビクラブ内で第7 - 10回放送分の再放送）
- 2021年1月 - 3月…毎週木曜日 17:35 - 17:45

## スペシャル番組
銀河銭湯パンタくんスペシャル「がんこちゃんとタイムトラベル!?」の番組タイトルで、2013年12月31日の8:30 - 9:00に放送（再放送：2014年1月3日 16:25 - 16:55、2014年3月26日 9:10 - 9:40）。番組タイトルにもある通り、『ざわざわ森のがんこちゃん』とのコラボ企画として冬休み期間に放送した。
銀河ノ湯の跡継ぎとして期待されるのがいやになったパンタがパンキチらとともにタイムマシンで未来へやってきた先は、砂漠化が進んだ未来の地球。そこで出会ったがんこちゃんは、かつて地球に銭湯があったことを知って銀河ノ湯へ行ってみたいとタイムマシンに乗って銀河町へやってきた。パンタやがんこちゃんの活躍を通して、人と人とが触れ合う銭湯の魅力や家族の力になることの喜びを学んでいく。

### 登場人物
本番組に出演する登場人物が総出演したほか、新キャラとして風呂嫌いの宇宙人ジゴバットが登場。また、『ざわざわ森のがんこちゃん』から下記の登場人物が出演した。なお、がんこちゃん役を演じたあきやまるなは、2014年3月8日に59歳で死去している。このため、当該スペシャルがあきやまるなにとって、がんこちゃんの声を担当した最後の放送となった。
がんこちゃん（声：あきやまるな）
お父さん（声：緒方賢一）
お母さん（声：山田栄子）